# Пола Гоукінз
Пола Гоукінз (англ. Paula Hawkins, 26 серпня 1972) — британська письменниця, яка здобула широку популярність після публікації роману «Дівчина у потягу» (2015).

## Біографія
Гоукінз народилася і виросла в Хараре, столиці Зімбабве. Її батько був професором економіки і фінансовим журналістом. У 1989 році, коли їй було 17 років, Пола переїхала до Лондона. Вступила до Оксфордського університету, де вивчала філософію, політологію та економіку. Працювала журналістом в газеті «The Times», де висвітлювала бізнес-тематику. Згодом працювала позаштатним працівником у низці видань, а також написала книгу фінансових порад для жінок — «The Money Goddess» («Богиня грошей»).

## Перші кроки
Близько 2009 року Гоукінз почала писати романтичні комедії під псевдонімом Емі Сільвер (Amy Silver). Написала чотири романи, зокрема «Confessions of a Reluctant Recissionista» («Сповідь вимушеного рецессіоніста»; рецессіоніст — людина, одяг якої не відповідає її матеріальному становищу), однак ці роботи не мали комерційного успіху.

## «Дівчина у потягу»
Популярність письменниці принесла більш помітна історія — трилер, який розкриває теми домашнього насильства, алкоголізму і наркоманії, — «Дівчина у потягу». Написання бестселера у Гоукінсз зайняло шість місяців, протягом яких вона більше нічим не займалася. Щоб завершити роботу, їй навіть довелося позичити грошей у батька, який підтримав її в період важкого матеріального становища.

## Успіх
Запропонувавши на суд читачів роман «Дівчина у потягу» під своїм справжнім ім'ям, Пола прокинулася знаменитою.
Роман «Дівчина у потягу»" став бестселером. Він був виданий в середині січня 2015 року. До початку березня було продано більше одного мільйона примірників роману, а до квітня — вже півтора мільйона. Протягом 20 тижнів роман перебував в топі британського рейтингу книг, виданих у твердій обкладинці, що стало новим рекордом.

## Сьогодення
27 вересня 2016 року в прокат виходить екранізація роману «Дівчина у потягу».
Зараз Пола Гоукінз проживає в Південному Лондоні.

## Твори

### Нехудожня література
- The Money Goddess (2006) — «Богиня грошей» (під псевдонімом Емі Сільвер)
- Guerrilla Learning: How to Give Your Kids a Real Education With or Without School (2001) - «Як дати справжню освіту твоїм дітям з чи без допомоги школи» (під псевдо Емі Сільвер, у співавторстві з Ґрейс Левеллін)

### Художня література
- Confessions of a Reluctant Recessionista (2009) — «Сповідь вимушеного рецессіоніста» (під псевдонімом Емі Сільвер)
- All I Want for Christmas (2010) — «На Різдво я хочу лише» (під псевдонімом Емі Сільвер)
- One Minute to Midnight (2011) — «Хвилина до опівночі» (під псевдонімом Емі Сільвер)
- The Reunion (2013) — «Возз'єднання» (під псевдонімом Емі Сільвер)
- The Girl on the Train (2015) — «Дівчина у потягу»
- Into the Water  (2017) — «Глибоко під водою»
- A slow fire burning (2022) -

«Повільне горіння»

## Переклади українською
- Пола Гоукінз. Дівчина у потягу. Переклад з англійської: Інна Паненко. Харків: КСД. 2015, 2016. 320 стор. ISBN 978-966-14-9254-6
- Пола Гоукінз. Глибоко під водою. Переклад з англійської: Ганна Яновська. Харків: КСД. 2017. 320 стор. ISBN 978-617-12-3196-2
- Пола Гоукінз. Повільне горіння. Переклад з англійської: Віталій Вакуленко. Харків: КСД. 2022. 320 стор. ISBN 978-617-12-9597-1